# Budimir Janošević
 (décembre 2017).
Si vous disposez d'ouvrages ou d'articles de référence ou si vous connaissez des sites web de qualité traitant du thème abordé ici, merci de compléter l'article en donnant les références utiles à sa vérifiabilité et en les liant à la section « Notes et références ».
Budimir Janošević, né le 21 octobre 1989 à Belgrade, est un footballeur serbe. Il évolue au poste de gardien de but à l'AIK Solna.

## Biographie
À l'âge de 18 ans, il joue chez les professionnels de Čukarički. La, il dispute les sept premières journées de la SuperLiga 2009-2010. 
À la suite de l'arrivée du gardien de but Saša Radivojević lors du mercato hivernal, il quitte Čukarički en janvier 2010 et s'engage avec Jagodina. En un an et demi, il dispute dix matchs de Ligue, dont huit ont lieu lors des dernières journées du championnat 2009-2010. 
Après une première partie de la saison avec l'équipe réserve du Rad Belgrade, il passe au Teleoptik avec lequel il joue 12 matchs en Prva Liga Srbija, la deuxième division serbe.
En 2013, il rejoint le Spartak Subotica, club avec lequel il retourne sur les pelouses de SuperLiga. Plus précisément, il est utilisé lors des cinq dernières journées du championnat 2013-2014. Lors de l'édition suivante, il dispute les 15 premières parties. 
En février 2015, lors de la période du marché d'hiver, il commence sa première parenthèse personnelle à l'étranger, avec un prêt en Turquie, au sein de l'équipe d'Adana Demirspor qui recherchait un gardien de but en raison des performances jugées insatisfaisantes du gardien Emre Selen. Lors de son passage en Turquie, il joue 15 matchs en deuxième division.
Après l'expiration du prêt à la fin de la saison, Janošević retourne en Serbie où il joue la plupart des matchs disputés par le Spartak Subotica lors de la SuperLiga 2015-2016. En 2016-2017, il se voit utilisé moins régulièrement, à tel point que seulement trois parties de championnat sont jouées au mois d'août, et plus rien depuis. 
Quelques mois plus tard, en février 2017, il se rend en Suède pour signer avec la Brommapojkarna, dans la deuxième série nationale. Il est toutefois arrêté par un problème de genou.

## Palmarès
| IF Brommapojkarna - Championnat de Suède de D2 (1) : - Champion : 2017. |  | AIK Solna - Championnat de Suède (1) : - Champion : 2018. |